# Tavastgatan (Åbo)

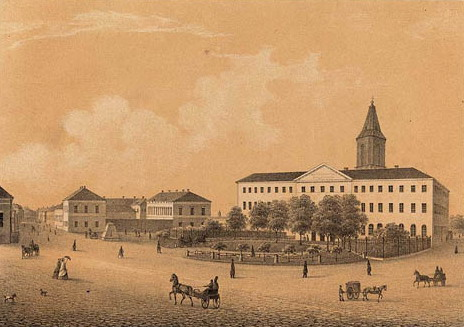
Tavastgatan i Åbo under 1800-talet

Tavastgatan (finska Hämeenkatu) är en av huvudgatorna i Åbo centrum. Tavastgatan sträcker sig från korsningen mellan Auragatan, Östra Strandgatan och Kaskisgatan vid Aura å till korsningen vid Kinakvarngatan där gatan blir Tavastvägen. Åbo universitetscentralsjukhus T- och U-sjukhus är belägna på Tavastvägen, U-sjukhuset i början av vägen och T-sjukhuset efter Tavastbron som spänner över kustbanan Åbo–Helsingfors. Tavastvägen blir Tavast riksväg vid korsningen mellan Hallisvägen och Ekvägen. Tavast riksväg är en del av riksväg 8 mot Tavastehus.
Tavastgatan nämndes för första gången år 1426 som Tauastagathun.

## Byggnader
- Åbo kulturcentrum
- Akademihuset
- Åbo handelshögskola
- Åbo universitetscentralsjukhus T- och U-sjukhus